# Heba Attena
Heba Attena (* um 1396 in Dornum; † 20. Januar 1449 in Hinte), auch Hebe geschrieben, war eine Ostfriesische Häuptlingstochter und Mutter von Theda Ukena, der späteren ersten Gräfin von Ostfriesland.

## Leben
Heba wurde um 1396 in Dornum als Tochter des Häuptlings Lütet Attena von Dornum und seiner Frau Ocka tom Brok geboren. Sie war damit eine Enkelin des Ritters Ockos I. tom Brok und eine Kusine von Ocko II. tom Brok, dem letzten Häuptling aus dem Geschlecht der tom Brok. Über ihre Kindheit und Jugend ist wenig bekannt. Als sie noch ein Kleinkind war, starb ihre Mutter. Ob sie eines unnatürlichen Todes gestorben ist, ist unklar. Möglicherweise wurde Ockas früher und überraschender Tod ihrem Ehemann von bösen Zungen angelastet, die behaupteten, er hätte sie erschlagen. Lütet Attena wurde 1410 oder 1411 wohl auf Befehl von Keno II. tom Brok hingerichtet.
Zwischen 1425 und 1427 heiratete Heba Uko Fockena, den Sohn des Häuptlings Focko Ukena. Dieser war zu dieser Zeit noch ein Verbündeter, später der wichtigste Gegner der tom Brok. Urkundlich belegt als Tochter und Erbin dieses Paares ist Theda Ukena (* vor 1432; † 17. September 1494), die 1455 die Frau des Ulrich I. Cirksena, Statthalter von Ostfriesland und 1464 erster Graf von Ostfriesland, wurde.
Nach der Schlacht auf den Wilden Äckern war ihr Vetter ab 1427 inhaftiert. Danach zog er wohl ab 1431/32 zu ihr.
Habas Mann Uko Fockena wurde am 13. Juni 1432 im Zuge der Auseinandersetzungen der Cirksena und ihren Verbündeten sowie den Ukena und ihren Anhängern im Schilfgebiet zwischen Marienwehr und Suurhusen überfallen und erschlagen. Er wurde danach in der nahegelegenen Kirche in Hinte bestattet. Seinen Besitz, die Burg Oldersum konnte Heba nicht halten. Danach heiratete sie Haiko von Wynham aus dem Rheiderland.
Ockko II. tom Brok starb 1435 machtlos in Norden. Heba machte danach Ansprüche auf das Erbe der tom Brok geltend, wurde dann schließlich mit Hinte, dem Erbe ihrer Vorfahrin Foelke Kampana abgefunden. Ihr zweiter Mann Haiko von Wynham nannte sich fortan Häuptling zu Hinte. Er ließ 1438 auf der Stätte der 1435 bei einer Hansischen Strafexpedition gegen die Seeräuber zerstörten Hinter Burg ein Steinhaus errichten, das im heutigen Westflügel der Burg erhalten blieb.
Am 20. Januar 1449 starb Heba in Hinte, wo sie in der dortigen Kirche bestattet wurde. Hebas Grabplatte, die ihre Tochter, Gräfin Theda von Ostfriesland im späten 15. Jahrhundert anfertigen ließ, befindet sich unter der Kanzel. Sie zeigt eine Darstellung der Apostelfürsten Petrus und Paulus.